# Miracle Episode 1
「Miracle Episode I」（ミラクル エピソード ワン）とは、2007年1月24日に発売されたクローバーの4thシングル。

## 概要
テレビアニメ『Master of Epic The Animation Age』のオープニングテーマ。
その後2008年に斎藤と庄子が、2010年にリーダーの井ノ上がラムズから離脱及び移籍し、事実上の解散状態となったため、本作がラストシングルとなった。

## 収録曲
1. Miracle Episode I
作詞：畑亜貴、作曲・編曲：橋本由香利
  - テレビアニメ「Master of Epic The Animation Age」オープニングテーマ
2. ありがとうのうた
作詞：こだまさおり、作曲・編曲：黒須克彦
3. Miracle Episode I（off vocal）
4. ありがとうのうた（off vocal）